# Igreja de Santa Cruz (Braga)
A Igreja de Santa Cruz, inserida no conjunto designado por Igreja de Santa Cruz e Hospital da Irmandade de Santa Cruz, é uma igreja da cidade de Braga, localizada na atual Freguesia de Braga (São José de São Lázaro e São João do Souto), mais especificamente, no Largo Carlos Amarante, no centro da cidade.
Construída no século XVII, em estilo barroco maneirista, possui no seu interior talha dourada invulgar. A nave, muito alta, é formada por uma abóbada de pedra esquartelada. O interior da igreja foi do traço de Frei José de Santo António Vilaça. É de notar a talha dourada do órgão e dos púlpitos. O exterior é todo em pedra trabalhada com simetria central.

## História
Em 1625 o arcebispo Afonso Furtado de Mendonça benzeu o terreno onde iria ser implantado o templo, dando-se início imediatamente às obras.
A obra de pedreiro ficou concluída apenas em 1653, exceptuando-se as torres, que foram concluídas em 1694.
Apesar da morosidade da obra, a estrutura do templo cedo começou a dar sinais de ruína. Assim em 16 de Novembro de 1731 a mesa da irmandade convidou o mestre Manuel Fernandes da Silva, então ocupado a dirigir as obras de Mafra, para reparar os estragos do tempo. Este depois de demolir parte das paredes, abandonou a obra.
Apenas em 1734 se demoliu todo o corpo da igreja, ficando só a fachada (que seria remodelada por Carlos António Leone), tendo as obras ficado completas em 1739.
Foram arquitectos da Igreja, o reverendo arquitecto Geraldo Álvares, o mestre de obras Francisco Vaz, o licenciado João Dias Leite e o Reverendo Pedro de Coimbra Andrade.

## Características

### A fachada principal
A parte central da fachada divide-se em dois registos, com remate em frontão e aletas.
No primeiro patamar, quatro colunas dóricas caneladas com entablamento, cujo friso apresenta, em baixo-relevo, os instrumentos da Paixão de Cristo, com a figura do galo em cada extremo, que evoca a negação de Pedro.
Os panos são rasgados por três portais, encimados por cartelas com as seguintes inscrições, da esquerda para a direita (cf: Mateus 20:18-19):
ECCE ASCENDIMVS IEROSOLYMAN -- MAT XX
ET FILIVS HOMINIS
TRADETVR AD CRVCIFIGENDVM -- MAT XX
No segundo patamar, quatro pilastras jónicas estriadas, com entablamento interrompido por óculo que se estende para o frontão. Os panos apresentam quadros ornamentais (os laterais encimam janelas): ao centro, a Santa Cruz com resplendor e dois estandartes de mastros cruzados; do lado esquerdo, uma árvore de fruto (a árvore do Paraíso); do lado direito, uma palmeira com uma coroa real.
Por baixo, ao nível dos pedestais, três cartelas com inscrições de versos de hinos litúrgicos que os quadros ilustram (a que acresce a data de 1642, nas laterais):
- ao centro: VEXILLA REGIS PRODEVNT / FVLGET CRVCIS MYSTERIVM
- lado esquerdo: IPSE LIGNVM TVNC NOTAVIT --- ANNO
- lado direito: REGNAVIT A LIGNO DE(VS) --- MDCXXXXII
No frontão, três medalhões circundam o óculo. O superior tem sobreposta a pedra de armas de D. João VI, colocada quando este, em 11 de Outubro de 1822, elevou a irmandade de Santa Cruz à categoria de Real. Nos laterais, as inscrições referem-se à data de 1736: ANNO / MDCCXXXVI. A coroar o conjunto, três esculturas: Santa Helena a sustentar a Cruz, ladeada por duas figuras em genuflexão, de armadura e manto, com o ceptro e a coroa aos pés (julga-se representarem o Imperador Constantino e D. Afonso Henriques).